# Heinrich von Sybel
Heinrich Karl Ludolf Sybel, a partir de 1831 von Sybel (Düsseldorf, 2 de dezembro de 1817 – Marburgo, 1 de agosto de 1895) foi um historiador, arquivista e político alemão.

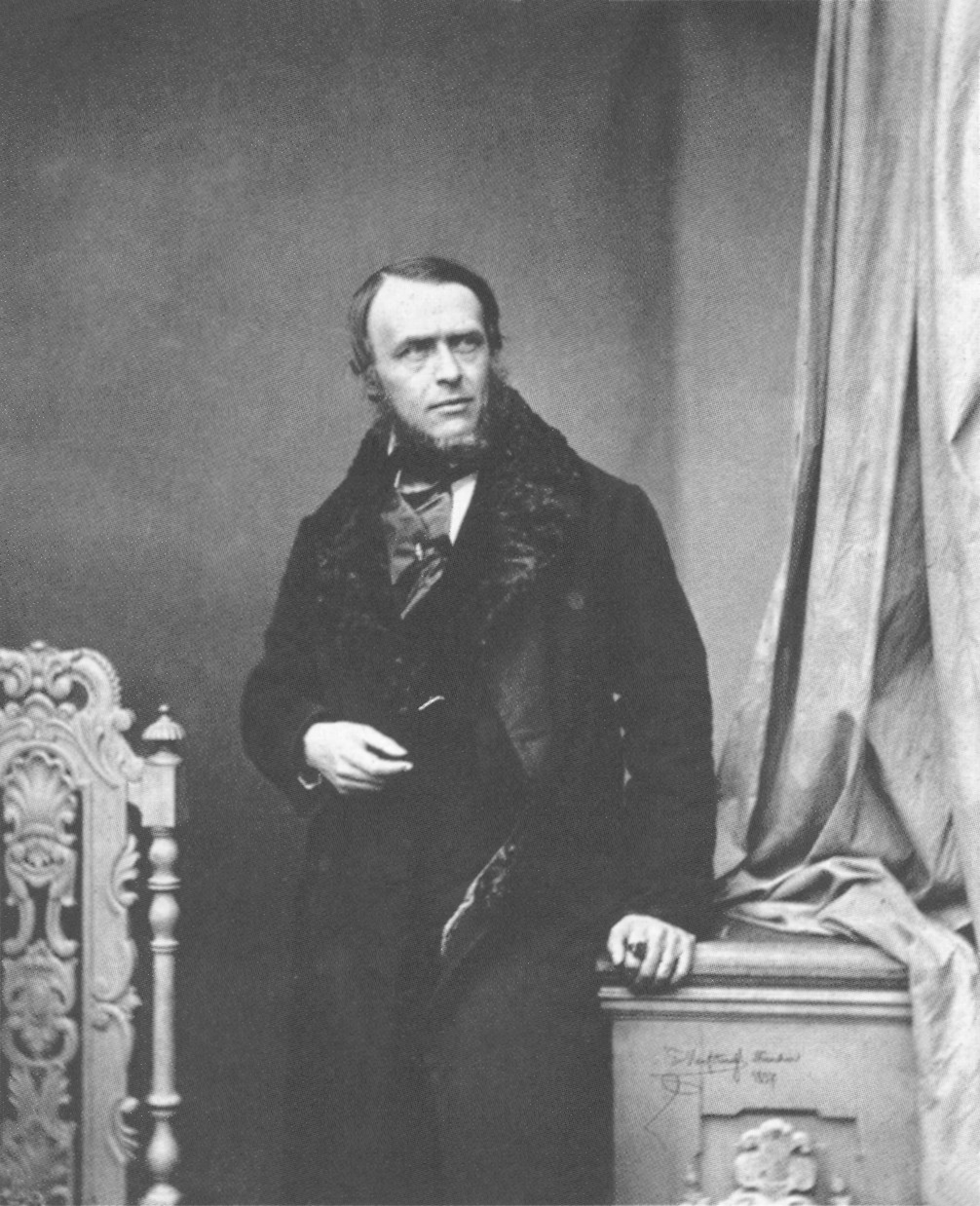
Heinrich von Sybel, 1857

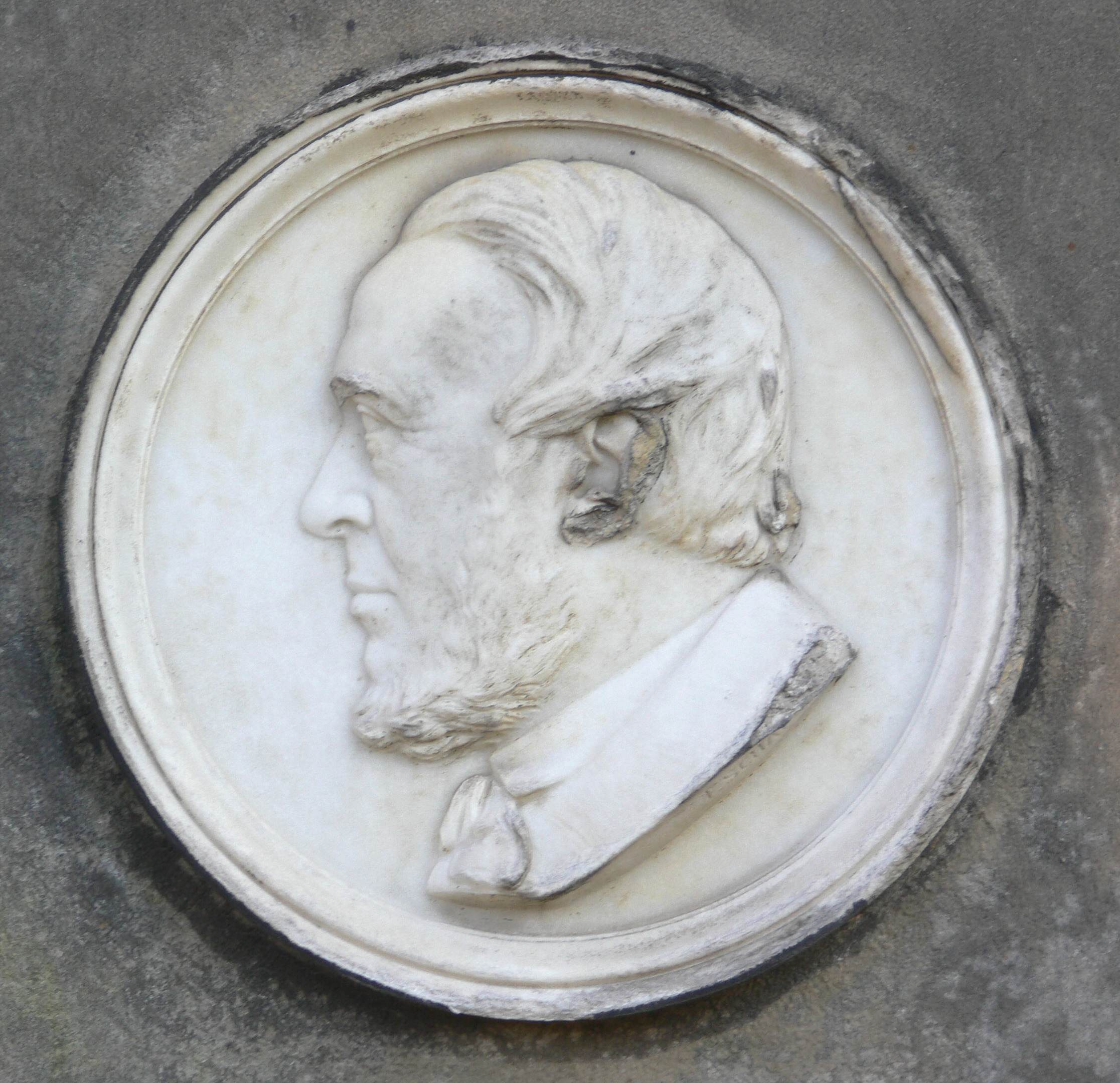
Retrato em relevo em sua sepultura no Alter St.-Matthäus-Kirchhof Berlin

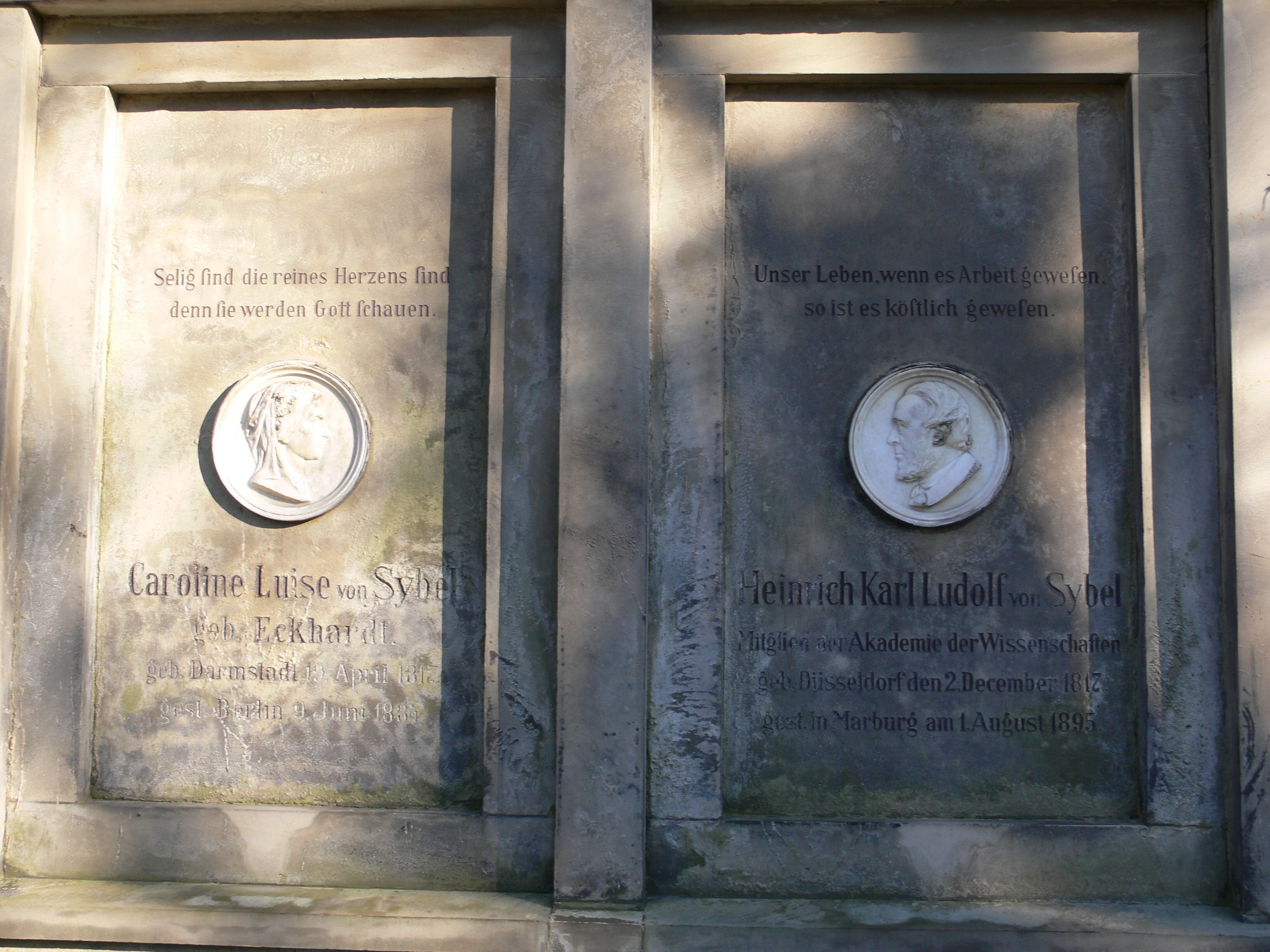
Sepultura

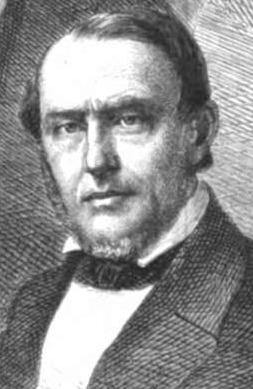
Heinrich von Sybel, 1862, Illustration von Hermann Scherenberg

## Publicações selecionadas
- Geschichte des ersten Kreuzzugs, Schreiner, Düsseldorf 1841. (Volltext).
- Der heilige Rock zu Trier und die zwanzig andern heiligen ungenähten Röcke. Eine historische Untersuchung (mit Johann Gildemeister). Buddeus, Düsseldorf 1844/45.
- Geschichte der Revolutionszeit von 1789–1795, 5 Bde., Düsseldorf 1853–1879.
- Die deutsche Nation und das Kaiserreich. Eine historisch-politische Abhandlung. Buddeus, Düsseldorf 1862.
- Kleine Historische Schriften, 3 Bde., München 1869–1880.
- Vorträge und Aufsätze, Berlin 1874.
- Die Begründung des Deutschen Reiches durch Wilhelm I. vornehmlich nach den preußischen Staatsacten. 7 Bde., München 1889–1894.
- Vorträge und Abhandlungen, hrsg. v. Conrad Varrentrapp, München 1897.